# Joseph Anthony Pepe

Wappen von Joseph Anthony Pepe

Joseph Anthony Pepe (* 18. Juni 1942 in Philadelphia) ist ein US-amerikanischer Geistlicher und emeritierter römisch-katholischer Bischof von Las Vegas.

## Leben
Joseph Anthony Pepe empfing am 16. Mai 1970 die Priesterweihe für das Erzbistum Philadelphia.
Papst Johannes Paul II. ernannte ihn am 6. April 2001 zum Bischof von Las Vegas. Der Erzbischof von San Francisco, William Joseph Levada, spendete ihm am 31. Mai desselben Jahres die Bischofsweihe; Mitkonsekratoren waren Michael Jarboe Sheehan, Erzbischof von Santa Fe, sowie der Koadjutor des Bistums Dallas, Joseph Anthony Galante.
Am 28. Februar 2018 nahm Papst Franziskus seinen altersbedingten Rücktritt an.
Joseph Pepe ist Großoffizier des Ritterordens vom Heiligen Grab zu Jerusalem.